# BRM P154
La BRM P154 è una vettura da competizione realizzata dalla BRM per il campionato CanAm 1970.

## Sviluppo
Dal momento che la scuderia britannica aveva assunto come progettista Tony Southgate, il quale si era specializzato sulle vetture sportive prima di passare alla Formula 1, si decise di realizzare una vettura da competizione a ruote coperte, da impiegare nel campionato CanAm.

## Tecnica
Il telaio della vettura era in configurazione monoscocca realizzato in alluminio ed era avvolto da una carrozzeria a forma di cuneo costruita in fibra di vetro. Come propulsore venne impiegato un Chevrolet V8 gestito da un cambio manuale Hewland a quattro rapporti.
Successivamente, per essere ammessa alle gare riservate a vetture Gruppo 7, la vettura venne elaborata in una nuova versione denominata P167. Codesta presentava un'aerodinamica migliorata ed un nuovo spoiler posteriore.

## Attività sportiva
Il mezzo venne affidato al pilota canadese George Eaton, il quale fu costretto al ritiro durante la prima corsa svoltasi presso l'autodromo di Mosport Park a causa di un guasto meccanico. Nella successiva corsa presso Mont-Tremblant venne ottenuto invece un terzo posto, ma a causa di numerosi problemi meccanici diverse corse non vennero portate a termine. In suo aiuto venne chiamato il pilota ufficiale della scuderia, il messicano Pedro Rodriguez, che riuscì a posizionarsi nono a Donnybrooke, quinto a Laguna Seca e terzo a Riverside.